# Highland Wildlife Park

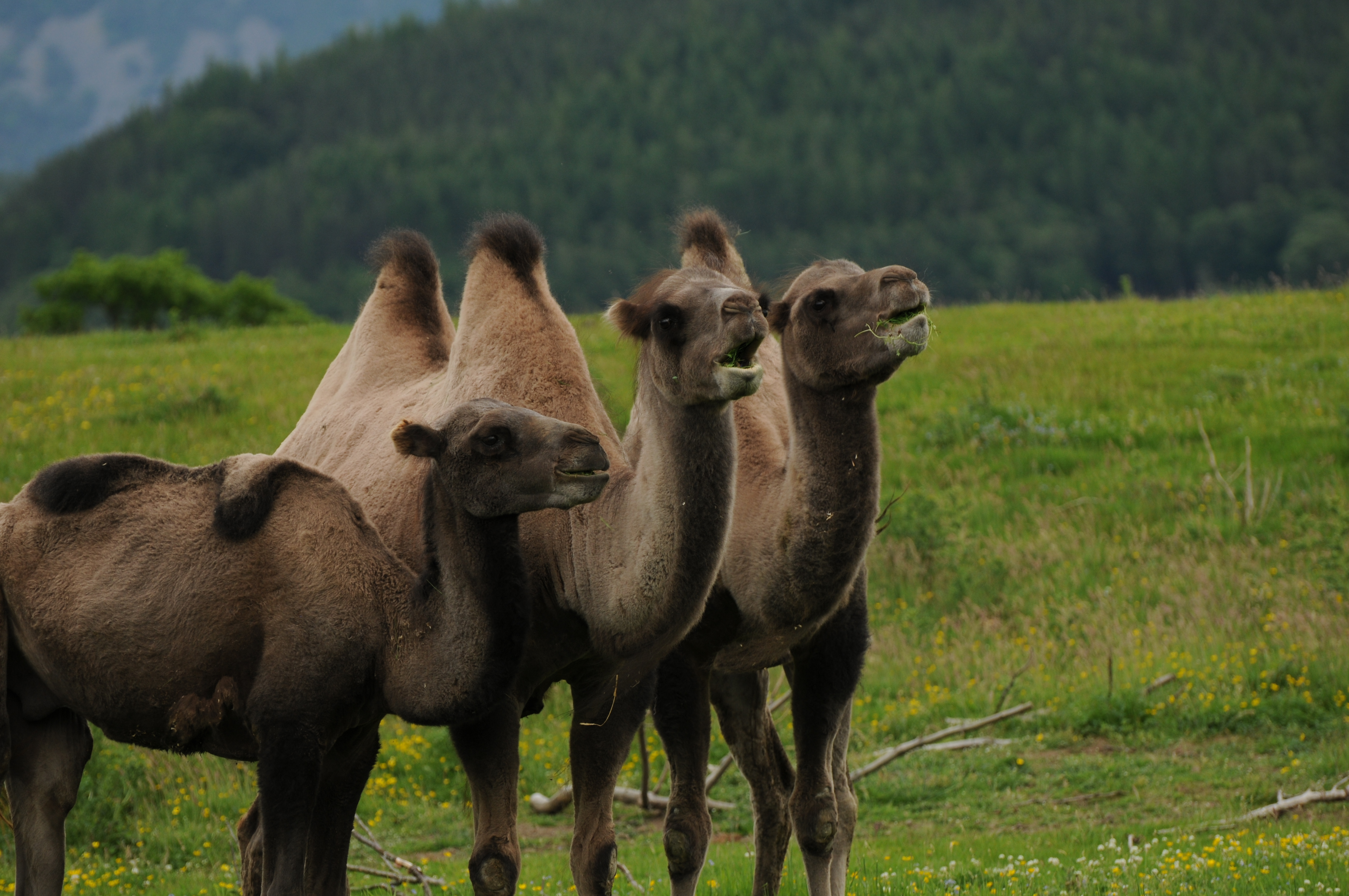
Trampeltiere im Highland Wildlife Park

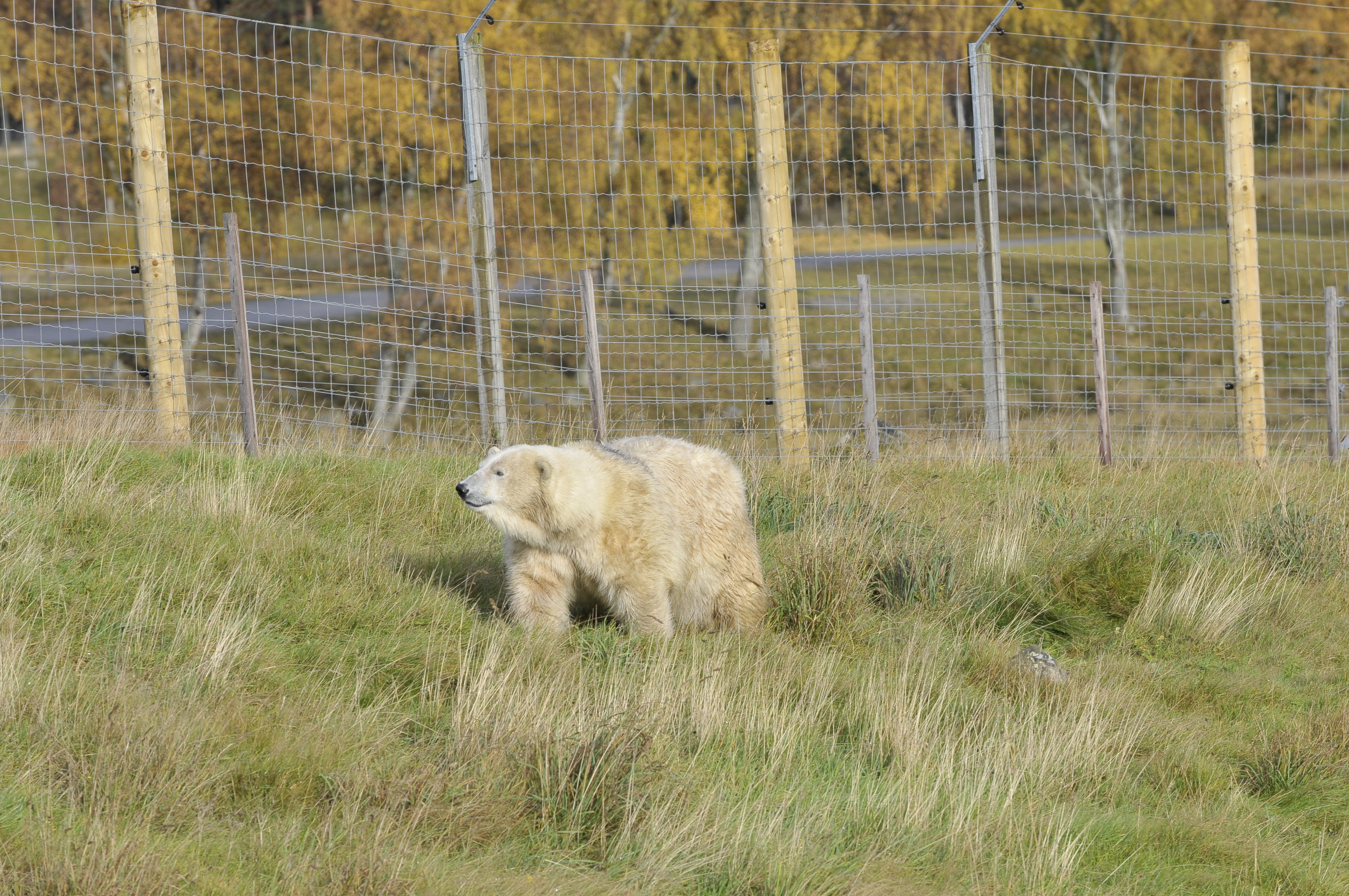
Der Eisbär "Mercedes"

Der Highland Wildlife Park liegt in den Highlands von Schottland nur wenige Kilometer südlich von Aviemore im Gebiet des Cairngorms-Nationalparks. Der Wildpark wurde 1972 eröffnet und wird zusammen mit dem Zoo von Edinburgh von der Royal Zoological Society of Scotland geführt.
Der Wildpark beherbergt in erster Linie Europäische Wildtierarten, wie Europäisches Waldrentier (Rangifer tarandus fennicus), Rothirsche, Wisent, Elch, Wolf, Luchs und Biber. Daneben kommen auch teilweise seltene Arten des nördlichen Asien vor, wie Amurtiger, Eisbär, Bucharahirsch, Kiang, Przewalskipferd, Blauschaf, Schraubenziege, Mischmi-Takin, Chinesischer Goral, Rotgesichtsmakak, Kleiner Panda, Hausyak und Trampeltier.
2024 betrug die Besucherzahl etwa 124.000 Personen.